# Горенка (Орловская область)
Го́ренка — деревня в составе Прудовского сельского поселения Новосильского района Орловской области России.

## География
Расположена на левом берегу в излучине реки Зуши, в 10 км от районного центра Новосиля, в 2 км от древнего Воротынцевского городища на Никитской горе. Деревня состоит условно из трёх отдельных частей (так видно сложилось исторически из-за разного заселения по времени). Бо́льшая (основная) часть с ря́довой планировкой начинается почти от самой реки и заканчивается на небольшой возвышенности. Дальше, на самом высоком месте, окружённом по всему периметру валом, расположен большой старый фруктовый сад с липовой аллеей по середине, на юго-восточной стороне которого находится действующее кладбище, а рядом, по всей видимости, и была когда-то церковь. Третья часть селения (предположительно более старая) расположена отдельно вдоль реки, перпендикулярно основной.

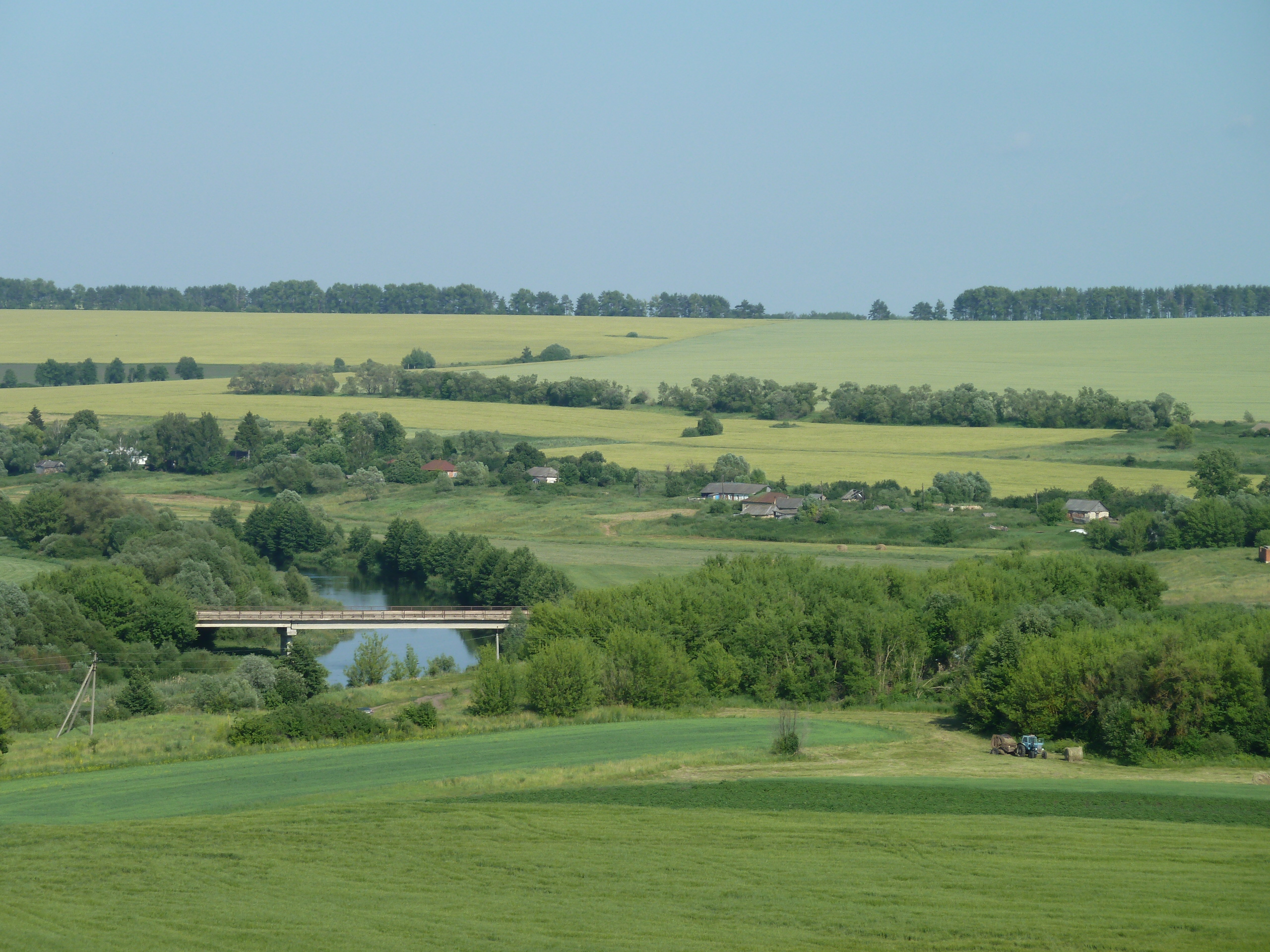
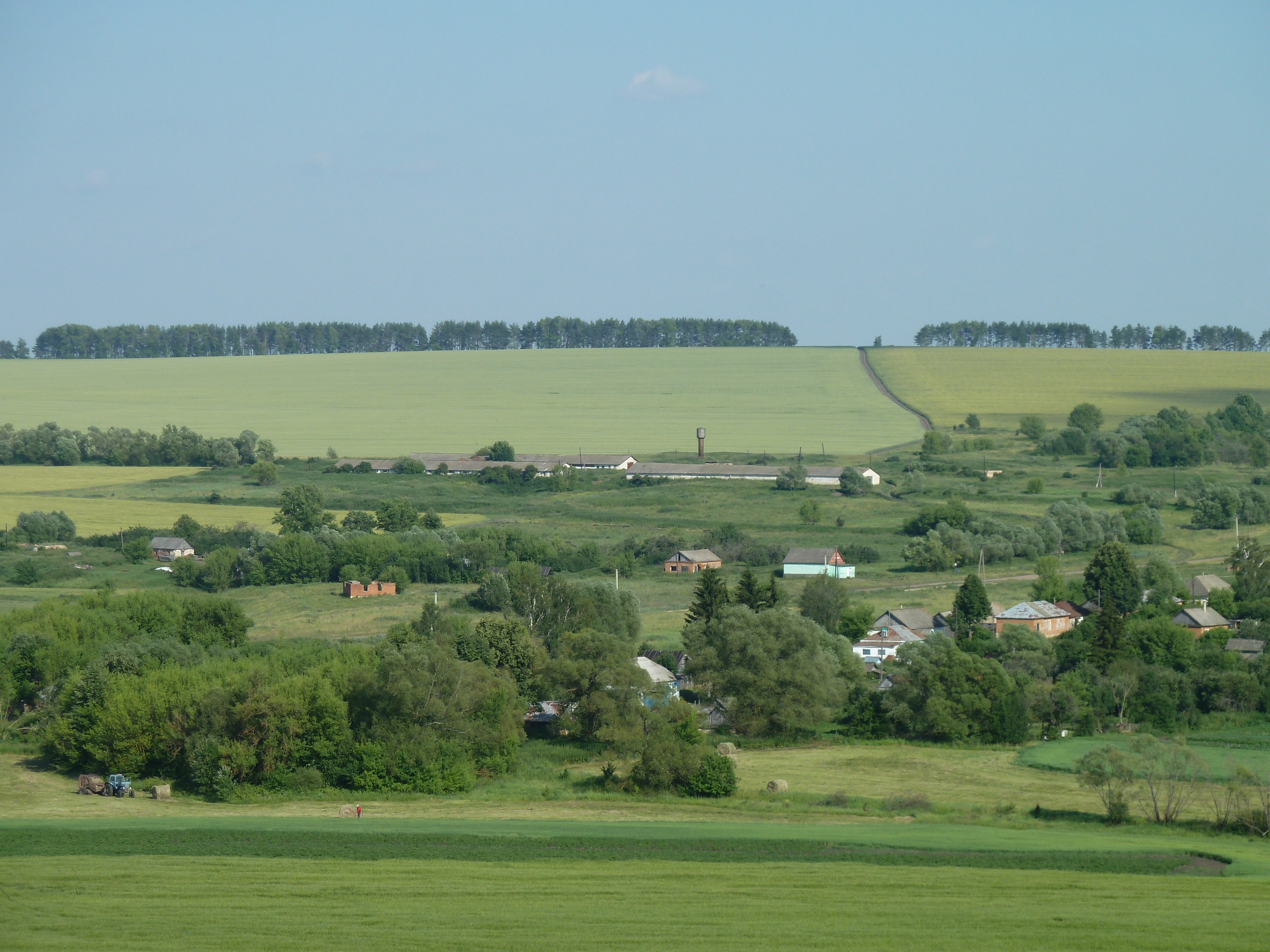
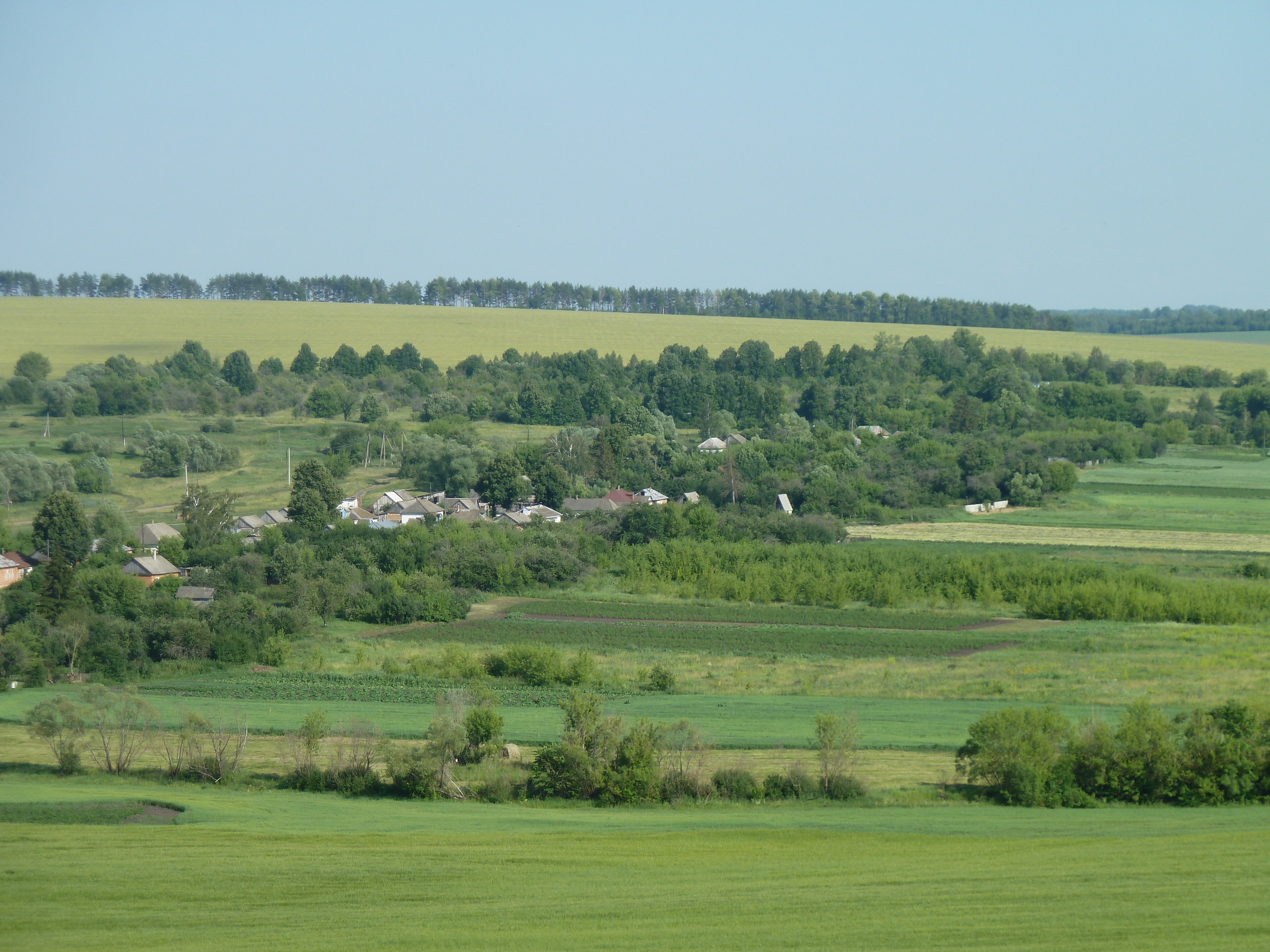

## Топонимика
Названия многих поселений носят имена, фамилии или прозвища своих владельцев. Селение Горенка не исключение, получив своё первоначальное название предположительно от владельцев княжеского рода Горенских (ветви князей Оболенских), находящихся в одной росписи с князьями Долгоруковыми и ведущих своё начало от Василия Константиновича Оболенского, жившего в начале XVI века и принявшего прозвище «Горенский». В письменных источниках: ревизских сказках за 1811, 1816, 1834 гг. и в метрической книге за 1840 год. Горенка упомянута как вотчина князей Долгоруковых, а с 1850 года — деревня княгини Гагариной Екатерины Григорьевны — прямых потомков князей Оболенских. Также могло получить название от рельефа местности: расположение части деревни на небольшой возвышенности берега реки.
В дозорной книге Новосильского уезда за 1614—1615 гг. говорится о семи казачьих слободах, располагающихся на юго-восточной стороне Новосиля на реке Зуше. Одна из них слобода Строганец с 20 дворами. Название слободы происходит от слова «острог» — частокол с острыми краями, укреплённое место, небольшая крепость. Со временем в названии буква «о» поменялась на «а» и поселение стало называться Астраганью. Есть другое определение названия: астраганы — небольшие заливы, образующие сильно изрезанное побережье. (В данной местности Зуша имеет очень извилистое русло).

## История
В дозорной книге Новосильского уезда сказано, что из слободы Строганец была перенесена деревянная церковь святого Никиты Мученика в слободу Былинную на Былинском городище (в слободу на Никитской горе около села Воротынцево) из опасения «татарской войны». Некогда свободные слободские крестьяне (в XVII веке они считались и учитывались как помещики-однодворцы) в XVIII веке по решению столицы постепенно превратились в государственных крепостных, а многие — в крепостных помещичьих. Точного описания месторасположения слободы Строганец (Остроганец) нет. Но с большой уверенностью её можно локализовать к сегодняшней Горенке, к месту, которое и сегодня называют «Большой Строганью». Эта слобода упоминается в ПСРЛ (полном собрании русских летописей) в связи с событием нападения Крымских татар на земли Новосильского уезда и «захвативших полон на Остроганце, который освободил отряд новосильцев во главе с П. Глотовым», а также в Новосильской Писцовой книге за 1637—1638 гг. В письменных документах (ревизских сказках и метрических книгах) XVIII и XIX веков попеременно упомянуты названия деревни то Горенка, то Строгань и Астрагань. В приходских списках Тульской епархии за 1857 год в наименовании селений сказано: «Горенка, въ просторѣчіи Астраганъ, отъ упразднившагося здѣсь села Астрагани (при рѣкѣ Зушѣ)», населённая помещичьими крестьянами.
Обезлюдившая после монгольского нашествия местность стала повторно заселяться в XVI—XVII веках. Новосильские слободы заселялись в основном переселенцами с Дона и верхнего Днепра для возведения Белгородской засечной черты от набегов крымчан. Церковь (при статусе села), но уже другая (не Никитская), с домами духовенства находилась рядом с сегодняшним кладбищем. В силу ряда причин: не хватало служителей или у вотчинника не было возможностей содержать храм, тогда приход упразднялся и село превращалось в деревню. Так могло произойти и в данном случае. Деревня Горенка относилась в разное время к приходам: Суровскому, церкви Казанской Божьей Матери и Воротынцевскому — Михаило-Архангельской. Поэтому в деревне два престольных праздника — «Казанская» и «Михайлов день», но почитают «Казанскую». Имелась церковно-приходская школа и в советское время начальная. Согласно приходских списков в 1859 году в деревне насчитывалось 40, а в 1915—112 крестьянских дворов. Жителей Горенки и сейчас в округе называют «казаками».
Во время коллективизации в Горенке был образован колхоз «Пищевик», впоследствии (во время укрупнения) объединённый с Мужиковским колхозом им. Молотова и другими небольшими хозяйствами в одно — колхоз «Россия» с центральной усадьбой в деревне Мужиково. По данным «Книги памяти Орловской области» около сорока уроженцев деревни погибли или пропали без вести во время Великой Отечественной войны. Большим событием для жителей стало строительство моста через Зушу, который соединил деревню с «большой землёй». Официально за селением утвердилось название «Горенка», а в просторечии называют «Строганью».

## Люди, связанные с деревней
Дёмкин, Алексей Михайлович — строитель, бригадир комплексной бригады каменщиков в городе Магнитогорске, Герой Социалистического Труда.

## Население
| 1857 | 1859 | 1915 | 2010 |
| ---- | ---- | ---- | ---- |
| 420  | ↗446 | ↗674 | ↘38  |